# Рогачиха (Воронежская область)
Рогачиха — хутор в Семилукском районе Воронежской области России.
Входит в состав Староведугского сельского поселения.

## География
На хуторе имеется одна улица — Рогачиха.

## Население
| 2010 |
| ---- |
| 6    |